# Conrad Niemansnarr
Conrad Niemansnarr, auch Cunz Niemansnarr (erwähnt 1399–1408 in Basel), war ein Schweizer Bildhauer und Bildschnitzer, der in Basel wirkte.

## Leben und Wirken
Conrad (Cunz) Niemansnarr (Niemandsnarr) wird erstmals 1399/1400 in den Rechnungen der Münsterfabrik erwähnt wegen Zahlungen für einen Schlussstein mit der Darstellung des Martyriums des hl. Stephan im südlichen Querschiff des Basler Münsters. 1408 beschuldigte er den Maler Lawelin bei Vergoldungsarbeiten am Spalentor Gold unterschlagen zu haben.
Eventuell identisch mit dem Bildschnitzer Conrad von Sulgen, der 1393 das Basler Bürgerrecht erwarb bzw. mit Conrad Snetzer, der 1429 als Mitglied der Basler Spinnwetternzunft bezeugt ist.